# جيل رايلي
جيل رايلي (بالإنجليزية: Jill Riley)‏ هي دي جيه أمريكية، ولدت في 2 فبراير 1982.